# Nynäshamns IF
Nynäshamns IF är en idrottsförening i Nynäshamn i Sverige, grundad 4 februari 1917. Sedan den 1 januari 1989 är Nynäshamns IF en alliansförening. Nynäshamns IF spelade i Sveriges högsta division i bandy säsongen 1971/1972. I fotboll spelade klubben i Sveriges näst högsta division säsongerna 1939/1940  och 1940/1941 . 
Inom alliansföreningen Nynäshamns IF finns i dag ishockeyklubben Nynäshamns IF HC och fotbollsklubben Nynäshamns IF FK samt Nynäshamns IF Varpaklubb. Nynäshamns IF Skidklubb har en mycket begränsad verksamhet. Nynäshamns IF Handbollsklubb är vilande sedan några år tillbaka.
Nynäshamns IF HC, eller Nynäs Hockey, lyckades säsongen 2008/2009 att bli uppflyttat från division 2 till division 1 och kommer säsongen 2009/2010 att spela i division 1D. 
2009 hade Nynäshamns IF FK, eller NIF, ett herrlag och ett damlag som båda spelar i division 4-serierna inom Stockholms Fotbollförbund.
2010 kommer herrlaget tillhöra division 5 då laget slutade sist i division 4.
2010 kommer damlaget tillhöra division 3 eftersom laget blev uppflyttat från division 4.